# Línea 215 (Interurbanos Madrid)
La línea 215 de la red de autobuses interurbanos de Madrid une Torrejón de Ardoz, Ajalvir y Paracuellos de Jarama.

## Características
Esta línea une Torrejón de Ardoz y Paracuellos de Jarama pasando por Ajalvir en un recorrido que dura aproximadamente 45 minutos.
Fue puesta en servicio el 20 de diciembre de 2019, coincidiendo con la creación de la línea N204.
Curiosamente, y al contrario de la inmensa mayoría de líneas interurbanas del CRTM, su recorrido parte desde la corona tarifaria B2 y termina en la corona tarifaria B1, cuando lo habitual es que el final de la línea se encuentre más alejado que el inicio.
Siguiendo la numeración de líneas del CRTM, las líneas que circulan por el corredor 2 son aquellas que dan servicio a los municipios situados en torno a la A-2 y comienzan con un 2. Aquellas numeradas dentro de la decena 210 corresponden a aquellas que circulan por Paracuellos de Jarama.
La línea mantiene los mismos horarios todo el año (exceptuando las vísperas de festivo y festivos de Navidad).
Está operada por la empresa ALSA mediante la concesión administrativa VCM-203 - Madrid - Paracuellos de Jarama - Valdeavero (Viajeros Comunidad de Madrid) del Consorcio Regional de Transportes de Madrid.

## Horarios
| Lunes a viernes laborables              | Lunes a viernes laborables | Sábados laborables, domingos y festivos | Sábados laborables, domingos y festivos |
| Torrejón > Paracuellos                  | Paracuellos > Torrejón     | Torrejón > Paracuellos                  | Paracuellos > Torrejón                  |
| 06:00                                   | 07:00                      | 07:00                                   | 08:00                                   |
| 07:00                                   | 08:00                      | 09:00                                   | 10:00                                   |
| 08:00                                   | 09:00                      | 11:00                                   | 12:00                                   |
| 09:00                                   | 10:00                      | 13:00                                   | 14:00                                   |
| 10:00                                   | 11:00                      | 15:00                                   | 16:00                                   |
| 11:00                                   | 12:00                      | 17:00                                   | 18:00                                   |
| 12:00                                   | 13:00                      | 19:00                                   | 20:00                                   |
| 13:00                                   | 14:00                      | 21:00                                   | 22:00                                   |
| 14:00                                   | 15:00                      | 23:00                                   | 22:00                                   |
| 15:00                                   | 16:00                      | Noches de sábados laborables            | Noches de sábados laborables            |
| 16:00                                   | 17:00                      | 01:00                                   | 02:00                                   |
| 17:00                                   | 18:00                      |                                         |                                         |
| 18:00                                   | 19:00                      |                                         |                                         |
| 19:00                                   | 20:00                      |                                         |                                         |
| 20:00                                   | 21:00                      |                                         |                                         |
| 21:00                                   | 22:00                      |                                         |                                         |
| 23:00                                   | 00:00                      |                                         |                                         |
| Noches de viernes y vísperas de festivo |                            |                                         |                                         |
| 01:00                                   | 02:00                      |                                         |                                         |

## Recorrido y paradas

### Sentido Paracuellos de Jarama
| Código | Zona | Localidad             | Denominación                                                  | Ubicación                             | Líneas de la parada                                 | Cercanías         |
| ------ | ---- | --------------------- | ------------------------------------------------------------- | ------------------------------------- | --------------------------------------------------- | ----------------- |
| 15084  |      | Torrejón de Ardoz     | Terminal Plaza de España - Estación de Torrejón               | Plaza de España Nº7                   | 215 220                                             | Torrejón de Ardoz |
| 18255  |      | Torrejón de Ardoz     | Avenida de las Fronteras - Avenida de la Constitución         | Avenida de las Fronteras Nº2A         | 215 224 224A 261824 VAC-2431B 2 5B                  |                   |
| 06903  |      | Torrejón de Ardoz     | Avenida de las Fronteras - Calle de Madrid                    | Avenida de las Fronteras Nº16         | 215 223 224 224A 251 252 261824 N202 VAC-2431B 4 5B |                   |
| 11181  |      | Torrejón de Ardoz     | C.C. Parque Corredor                                          | Carretera de Ajalvir S/Nº             | 215 251 252 4                                       |                   |
| 10088  |      | Torrejón de Ardoz     | Carretera M-108 - Aeroespacial INTA                           | M-108 km. 2,9                         | 215 251 252                                         |                   |
| 15393  |      | Torrejón de Ardoz     | Carretera M-108 - Brigada Paracaidista                        | M-108 S/Nº                            | 215 251 252                                         |                   |
| 15398  |      | Ajalvir               | Carretera M-108 - Polígono Industrial Conmar                  | M-108 km. 4,6                         | 215 251 252                                         |                   |
| 12099  |      | Ajalvir               | Carretera M-108 - Testigos de Jehová                          | M-108 km. 4,8                         | 215 251 252                                         |                   |
| 10090  |      | Ajalvir               | Carretera M-108 - Polígono Industrial Ramarga                 | M-108 S/Nº                            | 215 251 252                                         |                   |
| 10092  |      | Ajalvir               | Carretera M-108 - Polígono Industrial Las Marineras           | M-108 S/Nº                            | 215 251 252                                         |                   |
| 12104  |      | Ajalvir               | Carretera de Daganzo - Ermita de San Roque                    | M-113 km. 9                           | 215 251 252 254 256 FS2 N204                        |                   |
| 15657  |      | Ajalvir               | Ajalvir - Carretera de Daganzo                                | M-113 Nº27                            | 215 251 252 254 256 FS2 N204                        |                   |
| 09008  |      | Ajalvir               | Carretera de Daganzo - Carretera de Cobeña                    | M-113 Nº1                             | 215 251 252 254 256 FS2 N204                        |                   |
| 20031  |      | Paracuellos de Jarama | Avenida del Príncipe de Asturias - Avenida de la Reyerta      | Avenida del Príncipe de Asturias Nº87 | 215 256 N204                                        |                   |
| 20028  |      | Paracuellos de Jarama | Avenida del Príncipe de Asturias - Avenida Sombra de la Torre | Avenida del Príncipe de Asturias Nº34 | 215 256 N204                                        |                   |
| 20405  |      | Paracuellos de Jarama | Calle Real - Calle de Segovia                                 | Calle Real Nº53                       | 215 256                                             |                   |
| 11967  |      | Paracuellos de Jarama | Paseo del Radar - Avenida de Andalucía                        | Paseo del Radar Nº2A                  | 210 212 215 N204 1 2                                |                   |
| 17299  |      | Paracuellos de Jarama | Paseo del Radar - Calle de Extremadura                        | Paseo del Radar Nº36                  | 210 212 215 N204                                    |                   |
| 17292  |      | Paracuellos de Jarama | Avenida de los Charcos - Plaza de los Deportes                | Avenida de los Charcos Nº1            | 210 212 215 N204                                    |                   |
| 17290  |      | Paracuellos de Jarama | Avenida de los Charcos - Calle Río Torote                     | Avenida de los Charcos Nº1            | 210 212 215 N204                                    |                   |
| 17288  |      | Paracuellos de Jarama | Avenida de los Charcos - Paseo de las Camelias                | Avenida de los Charcos Nº1            | 210 212 215 N204                                    |                   |
| 20083  |      | Paracuellos de Jarama | Paseo de las Camelias - Colegio                               | Paseo de las Camelias S/Nº            | 215 1 2                                             |                   |
| 20085  |      | Paracuellos de Jarama | Paseo de las Camelias - Avenida de la Circunvalación          | Paseo de las Camelias S/Nº            | 2151 2                                              |                   |

### Sentido Torrejón de Ardoz
| Código | Zona | Localidad             | Denominación                                            | Ubicación                             | Líneas de la parada                          | Cercanías         |
| ------ | ---- | --------------------- | ------------------------------------------------------- | ------------------------------------- | -------------------------------------------- | ----------------- |
| 20086  |      | Paracuellos de Jarama | Paseo de las Camelias - Avenida de la Circunvalación    | Paseo de las Camelias S/Nº            | 215 1 2                                      |                   |
| 20084  |      | Paracuellos de Jarama | Paseo de las Camelias - Colegio                         | Paseo de las Camelias Nº1             | 215 1 2                                      |                   |
| 17287  |      | Paracuellos de Jarama | Avenida de los Charcos - Paseo de las Camelias          | Avenida de los Charcos Nº1            | 210 212 215 N204                             |                   |
| 17291  |      | Paracuellos de Jarama | Avenida de los Charcos - Plaza de los Deportes          | Avenida de los Charcos Nº1            | 210 212 215 N204                             |                   |
| 17298  |      | Paracuellos de Jarama | Paseo del Radar - Calle de Extremadura                  | Paseo del Radar Nº35                  | 210 212 215 N204                             |                   |
| 11966  |      | Paracuellos de Jarama | Paseo del Radar - Calle de Murcia                       | Paseo del Radar Nº2A                  | 210 212 215 N204 1 2                         |                   |
| 20406  |      | Paracuellos de Jarama | Calle Real - Avenida de Andalucía                       | Calle Real Nº57                       | 215 256                                      |                   |
| 20029  |      | Paracuellos de Jarama | Avenida del Príncipe de Asturias - Avenida Consistorial | Avenida del Príncipe de Asturias Nº34 | 215 256 N204                                 |                   |
| 20030  |      | Paracuellos de Jarama | Avenida del Príncipe de Asturias - Avenida de los Hoyos | Avenida del Príncipe de Asturias Nº94 | 215 256 N204                                 |                   |
| 10084  |      | Ajalvir               | Carretera de Daganzo - Carretera de Cobeña              | M-113 Nº4                             | 215 251 252 254 256 FS2 N204                 |                   |
| 15773  |      | Ajalvir               | Ajalvir - Carretera de Daganzo                          | M-113 km. 8,6                         | 215 251 252 254 256 FS2 N204                 |                   |
| 12103  |      | Ajalvir               | Carretera de Daganzo - Urbanización La Ermita           | M-113 km. 9                           | 215 251 252 254 256 FS2 N204                 |                   |
| 10254  |      | Ajalvir               | Carretera M-108 - Polígono Industrial Los Madroños      | M-108 S/Nº                            | 215 251 252                                  |                   |
| 10255  |      | Ajalvir               | Carretera M-108 - Polígono Industrial Compisa           | M-108 S/Nº                            | 215 251 252                                  |                   |
| 12100  |      | Ajalvir               | Carretera M-108 - Testigos de Jehová                    | M-108 km. 4,8                         | 215 251 252                                  |                   |
| 10256  |      | Ajalvir               | Carretera M-108 - Polígono Industrial Conmar            | M-108 km. 4,6                         | 215 251 252                                  |                   |
| 15393  |      | Torrejón de Ardoz     | Carretera M-108 - Brigada Paracaidista                  | M-108 S/Nº                            | 215 251 252                                  |                   |
| 10257  |      | Torrejón de Ardoz     | Carretera M-108 - Aeroespacial INTA                     | M-108 km. 2,9                         | 215 251 252                                  |                   |
| 11182  |      | Torrejón de Ardoz     | C.C. Parque Corredor                                    | Carretera de Ajalvir S/Nº             | 215 251 252 4                                |                   |
| 06904  |      | Torrejón de Ardoz     | Avenida de las Fronteras - Calle de Madrid              | Avenida de las Fronteras Nº17A        | 215 224A 251 252 824 VAC-2431A 4 5A          |                   |
| 10892  |      | Torrejón de Ardoz     | Avenida de la Constitución - Avenida de las Fronteras   | Avenida de la Constitución Nº26       | 215 220 223 224 251 340 824 N202 1A 2 3 4 5A |                   |
| 15084  |      | Torrejón de Ardoz     | Terminal Plaza de España - Estación de Torrejón         | Plaza de España Nº7                   | 215 220                                      | Torrejón de Ardoz |